# Life of a Don
Life of a Don (сокращённо L.O.A.D.) — второй студийный альбом американского певца и рэпера Don Toliver. Он был выпущен 8 октября 2021 года на лейблах Cactus Jack Records, Atlantic Records и We Run It. В работе над альбомом принимали участие многие продюсеры, в их числе Майк Дин, Metro Boomin, Hit-Boy и другие. В качестве приглашённых исполнителей на альбоме также выступили Трэвис Скотт, Кали Учис, Baby Keem, HVN и SoFaygo.
В поддержку альбома Life of a Don были выпущены два сингла: What You Need" и «Drugs n Hella Melodies». Альбом получил в целом положительные отзывы музыкальных критиков и оказался коммерчески успешным. Он занял второе место в американском чарте Billboard 200, разойдясь за первую неделю тиражом 68 000 альбомных единиц.

## Выпуск и продвижение
2 февраля 2021 года Дон Толивер неожиданно анонсировал Life of a Don через Твиттер. Владелец лейбла Толивера Cactus Jack Records, американский рэпер и певец Трэвис Скотт, выразил восторг и сообщил о своём участии в работе над альбомом в Твиттере 9 апреля. Ранее Толивер планировал выпустить альбом в июле 2021 года. 28 сентября Толивер назвал дату выхода альбома и через несколько часов показал его обложку. Он также затизерил вступительную композицию «Xscape» в видео-трейлере альбома. В поддержку альбома Толивер отправился в тур совместно с американским рэпером Биа, которая выступила в качестве специального гостя.

### Синглы
Выходу альбома предшествовали два сингла. Ведущий сингл, «What You Need», был выпущен 4 мая 2021 года. Второй сингл, «Drugs n Hella Melodies», при участии девушки Толивера, колумбийско-американской певицы Кали Учис, был выпущен 18 июня 2021 года. Оба клипа были сняты в Колумбии и выпущены вместе с песнями в соответствующие даты их релиза.

## Оценка критиков
| Совокупная оценка | Совокупная оценка |
| Источник          | Оценка            |
| ----------------- | ----------------- |
| Metacritic        | 73/100            |
| Оценки критиков   |                   |
| Источник          | Оценка            |
| AllMusic          | [ 11 ]            |
| Clash             | 8/10              |
| HipHopDX          | 3.2/5             |
| NME               | [ 14 ]            |
| Pitchfork         | 7.2/10            |
| Rolling Stone     | [ 16 ]            |

Life of a Don был встречен в основном положительными отзывами. На сайте Metacritic, который присваивает рецензиям профессиональных изданий нормализованный рейтинг до 100 баллов, альбом получил средний балл 73, основанный на шести рецензиях.

## Коммерческие показатели
Life of a Don занял второе место в американском чарте Billboard 200, разойдясь за первую неделю в количестве 68 000 альбомных единиц (включая 18 000 копий чистых альбомных продаж). Этот альбом стал для Толивера вторым альбомом, дебютировавшим в первой десятке чарта. Кроме того, альбом набрал в общей сложности 64,13 млн потоковых прослушиваний песен альбома.

## Список композиций
| №                   | Название                                         | Автор(ы)                                                                                             | Продюсер                                                   | Длительность |
| ------------------- | ------------------------------------------------ | --- | ---------------------------------------------------------- | ------------ |
| 1.                  | «Xscape»                                         | Калеб Толивер Майкл Дин Чейз Бенджамин [англ.] Шивам Барот Патрик Розарио Симон Киречели Дуглас Форд | Chase B [англ.] Майк Дин The Loud Pack Mirela Dougie F     | 2:36         |
| 2.                  | «5x»                                             | Толивер Рональд Латур-младший [англ.] Мино Дреруп Форд                                               | Cardo [англ.] Saint Mino                                   | 2:12         |
| 3.                  | «Way Bigger»                                     | Толивер Сонни Уваэзуоке [англ.] Брайан Йепе Франсиско Бехар Дилан Виггинс                            | Sonny Digital [англ.] Bryvn Frankie XY Sir Dylan           | 3:16         |
| 4.                  | «Flocky Flocky» (при участии Трэвиса Скотта)     | Толивер Жак Уэбстер II Латур Дилан Клири-Крелл Киаран Муллаn                                         | Cardo Dez Wright Mu Lean                                   | 3:03         |
| 5.                  | «What You Need»                                  | Толивер Чонси Холлис Дастин Корбетт Виггинс                                                          | Hit-Boy Корбетт Sir Dylan                                  | 3:38         |
| 6.                  | «Double Standards»                               | Толивер Кевин Прайс Расул Диас [англ.] Дин Виггинс Фабиан Джонсон Джослин Дональд [англ.]            | Go Grizzly Sool Got Hits [англ.] Дин Sir Dylan Fabefocused | 3:11         |
| 7.                  | «Swangin' on Westheimer»                         | Толивер Лиленд Уэйн Питер Ли Джонсон Марио Винанс [англ.]                                            | Metro Boomin Джонсон Винанс                                | 4:48         |
| 8.                  | «Drugs n Hella Melodies» (при участии Кали Учис) | Толивер Карли-Марина Лоейза Дакури Натче [англ.] Карлос Муньос Виггинс                               | DJ Dahi [англ.] Loshendrix Sir Dylan                       | 3:19         |
| 9.                  | «2AM»                                            | Толивер Джахан Свит                                                                                  | Свит                                                       | 2:45         |
| 10.                 | «Get Throwed»                                    | Толивер Дижон Макфарлейн [англ.] Омар Перри                                                          | Mustard [англ.] Omar Grand                                 | 2:35         |
| 11.                 | «Company, Pt 2»                                  | Толивер Уэйн Дэвид Руофф Элиас Клюгхаммер Джош Готтманс Деннис Юнгель                                | Metro Boomin David x Eli                                   | 3:31         |
| 12.                 | «Outerspace» (при участии Baby Keem)             | Толивер Хайким Картер-младший Клири-Крелл Джеймс Сир Дин Свит Линда Копера                           | Baby Keem Dez Wright London Cyr Дин Свит Moonraccoon       | 3:46         |
| 13.                 | «Smoke» (при участии HVN и SoFaygo)              | Толивер Джовон Эдвардс Андре Бурт-младший Себастьян Лопес Дюпри Монро Самм Ниингунго                 | 1Mind Broadday Сэм-И Ли Джонс                              | 3:19         |
| 14.                 | «You» (при участии Трэвиса Скотта)               | Толивер Уэбстер Аллен Риттер [англ.] Дин                                                             | Риттер Дин Трэвис Скотт                                    | 3:33         |
| 15.                 | «Crossfaded»                                     | Толивер Трокон Робертс-младший [англ.] Дин Блэр Лавин                                                | FKi 1st [англ.] Дин Blair Taylor                           | 2:39         |
| 16.                 | «Bogus»                                          | Толивер Латур Маркус Ракер Паскаль Леруа                                                             | Cardo Motif Alumni Pas Beatz                               | 3:19         |
| Общая длительность: | Общая длительность:                              | Общая длительность:                                                                                  | Общая длительность:                                        | 51:30        |

Примечания
- «Xscape», «Outerspace» и «Bogus» стилизованы под маюскул.

## Чарты
| Чарт (2021)                            | Высшая позиция |
| -------------------------------------- | -------------- |
| Австралия (ARIA)                       | 17             |
| Бельгия/Фландрия (Ultratop)            | 21             |
| Бельгия/Валлония (Ultratop)            | 16             |
| Канада (Canadian Albums Chart)         | 6              |
| Дания (Hitlisten)                      | 13             |
| Нидерланды (Album Top 100)             | 16             |
| Финляндия (Suomen virallinen lista)    | 40             |
| Германия (Offizielle Top 100)          | 32             |
| Ирландия (Irish Albums Chart)          | 29             |
| Италия (Classifica album)              | 53             |
| Литва (AGATA)                          | 10             |
| Новая Зеландия (RMNZ)                  | 13             |
| Норвегия (VG-lista)                    | 9              |
| Испания (PROMUSICAE)                   | 77             |
| Швеция (Sverigetopplistan)             | 46             |
| Швейцария (Schweizer Hitparade)        | 3              |
| Великобритания (UK Albums Chart)       | 26             |
| США (Billboard 200)                    | 2              |
| США (Billboard Top R&B/Hip-Hop Albums) | 2              |

| Чарт (2021)                            | Позиция |
| -------------------------------------- | ------- |
| США (Billboard Top R&B/Hip-Hop Albums) | 82      |